# Cynomops mexicanus
Cynomops mexicanus (Jones & Genoways, 1967) è un pipistrello della famiglia dei Molossidi diffuso nell'America centrale.

## Descrizione

### Dimensioni
Pipistrello di piccole dimensioni, con la lunghezza della testa e del corpo tra 55 e 78 mm, la lunghezza dell'avambraccio tra 34 e 38 mm, la lunghezza della coda tra 25 e 34 mm, la lunghezza del piede tra 9 e 12 mm, la lunghezza delle orecchie tra 14 e 17 mm e un peso fino a 29 g.

### Aspetto
La pelliccia è corta e vellutata. Le parti dorsali variano dal marrone scuro al nerastro, mentre le parti ventrali sono bruno-grigiastre. Il muso è largo, elevato e piatto sul dorso, privo di pieghe cutanee sulle labbra e con il mento largo e dal profilo arrotondato. Le orecchie sono corte, triangolari, con l'estremità arrotondata, ben separate tra loro e con il margine anteriore ripiegato in avanti. Il trago è corto, triangolare e con la base larga, nascosto dietro l'antitrago, il quale  è grande e squadrato, con gli angoli arrotondati. Le ali sono attaccate posteriormente sulla tibia poco sopra le caviglie. La coda è lunga e tozza e si estende per più della metà oltre l'ampio uropatagio.

## Biologia

### Comportamento
Si rifugia in piccoli gruppi nelle cavità di alberi e negli edifici. L'attività predatoria inizia subito dopo il tramonto.

### Alimentazione
Si nutre di formiche volanti, coleotteri.

## Distribuzione e habitat
Questa specie è diffusa lungo le coste occidentali del Messico, dallo stato di Jalisco al Chiapas; Belize, Guatemala, Honduras e Nicaragua.
Vive nelle foreste decidue, sempreverdi e in distese aperte fino a 1.500 metri di altitudine. Si trova frequentemente vicino specchi d'acqua.

## Conservazione
La IUCN Red List, considerato il vasto areale e la presenza in diverse aree protette, classifica C.mexicanus come specie a rischio minimo (Least Concern)).